# La Rochénard

La Rochénard este o comună în departamentul Deux-Sèvres, Franța. În 2009 avea o populație de 522 de locuitori.